# أنيتا بالينبيرغ
أنيتا بالينبيرغ (6 أبريل 1942 - 13 يونيو 2017) ممثلة وفنانة وعارضة أزياء ألمانية إيطالية. أيقونة الموضة و"فتاة الموضة" في الستينيات والسبعينيات من القرن العشرين، ويُنسب الفضل إلى أنيتا باعتبارها مصدر إلهام فرقة رولينغ ستونز فقد كانت الشريك الرومانسي لمؤسس رولينغ ستونز، والعازف المتعدد الآلات بريان جونز، وبعد ذلك شريكة عازف الجيتار ستونز كيث ريتشاردز من عام 1967 إلى عام 1980، وأنجبت منه ثلاثة أطفال.

## نشأتها
ولدت أنيتا بالينبيرغ في 6 أبريل 1942 في روما. ومع ذلك ذكرت مصادر مثل صحيفة نيويورك تايمز أن مارلون ريتشاردز قام بتصحيح مكان ميلاد والدته في هامبورغ. كان والداها أرنولد "أرنالدو" بالينبيرغ، وكيل مبيعات ألماني إيطالي، ومغني هاوٍ، ورسام هاوٍ، والوالدتها باولا فيدرهولد، سكرتيرة السفارة الألمانية. انفصل الزوجين بسبب الحرب العالمية الثانية، ولم تر والدها حتى بلغت الثالثة من عمرها. أرسلها والدها، وهو سليل عائلة بالينبيرغ من كولونيا، والذين اشتهروا بصناعة الأثاث ورعاة الفنون، إلى مدرسة داخلية في ألمانيا حتى تتعلم اللغة. أصبحت تتقن أربع لغات في سن مبكرة.
تم طرد أنيتا بالينبيرغ من المدرسة عندما كانت في السادسة عشرة من عمرها، وبعد ذلك أمضت بعض الوقت في روما مع جمهور دولتشي فيتا، ثم ذهبت إلى مدينة نيويورك مع آندي وارهول. ثم بدأت حياتها المهنية كعارضة أزياء في باريس. درست الطب وترميم الصور والتصميم الجرافيكي دون أن تحصل على أي شهادة جامعية. قبل أن تستقر في لندن، عاشت في ألمانيا وروما، ونيويورك، حيث كانت نشطة في المسرح الحي، وبطولة في مسرحية الجنة الآن، والتي ظهرت فيها العري على خشبة المسرح، واستوديو آندي وارهول.

## روابط خارجية
- أنيتا بالينبيرغ في قاعدة بيانات الأفلام على الإنترنت